# 島村美紀
もしかして
- 島村美妃

ではありませんか？